# Catarina Lorenzo
Pour les articles homonymes, voir Lorenzo.
Catarina Lorenzo (née en 2005 ou 2006) est une militante brésilienne pour le climat, basée à Salvador de Bahia.

## Enfance
Lorenzo est née dans une famille où ses parents et grands-parents sont déjà des militants engagés pour la justice  environmentale. Elle participe à des manifestations pour la protection de rivières et de forêts et elle pratique le surf.

## Activisme
Le 23 septembre 2019, elle et 15 autres enfants dont including Greta Thunberg, Alexandria Villaseñor, Ayakha Melithafa, et Carl Smith portent plainte auprès du Comité des droits de l'enfant des Nations-Unies afin de protester contre le manque d'action des gouvernements au sujet de la crise climatique. En particulier, la plainte cible cinq pays, l'Argentine, le Brésil, la France, l'Allemagne et la Turquie, pour ne pas avoir respecté leurs engagements de l'Accord de Paris sur le climat,. 
Elle a récemment rejoint Greenkingdom, un mouvement international, environnemental et intersectionnel de jeunes, où elle travaille comme coordinatrice pour la section brésilienne du mouvement. Elle travaille conjointement avec Sameer Yasin, activiste indien de 14 ans pour l'environnement et le climat et fondateur du mouvement.